# Валері Ґреньє
Валері Ґреньє (30 жовтня 1996 , Оттава ) — канадська гірськолижниця. Учасниця зимових Олімпійських ігор 2018 року і чотирьох чемпіонатів світу. Чемпіонка світу серед юніорів 2016 року у швидкісному спуску і срібна призерка в супергіганті.

## Результати в Кубку світу
Усі результати наведено за даними Міжнародної федерації лижного спорту.

### Підсумкові місця в Кубку світу за роками
| Сезон | Вік | Загальний залік | Слалом | Гігантський слалом | Супергігант | Швидкісний спуск | Гірськолижна комбінація |
| ----- | --- | --------------- | ------ | ------------------ | ----------- | ---------------- | ----------------------- |
| 2015  | 18  | 91              | —      | —                  | 35          | —                | —                       |
| 2016  | 19  | 98              | —      | —                  | 40          | —                | —                       |
| 2017  | 20  | 76              | 60     | 40                 | 34          | 41               | —                       |
| 2018  | 21  | 100             | —      | 56                 | 51          | —                | 28                      |
| 2019  | 22  | 51              | —      | 28                 | 18          | —                | —                       |
| 2020  | 23  |                 |        |                    |             |                  |                         |
| 2021  | 24  | 59              | —      | 21                 | —           | —                | —                       |

Станом на 7 лютого 2021 року

### Потрапляння до першої двадцятки
- 0 п'єдесталів; 2 топ-десять (2 СГ)

| Сезон | Дата           | Місце проведення           | Дисципліна              | Місце |
| ----- | -------------- | -------------------------- | ----------------------- | ----- |
| 2015  | 25 січня 2015  | Ст. Моріц (Швейцарія)      | Супергігант             | 13-те |
| 2016  | 6 грудня 2015  | Озеро Луїза (Канада)       | Супергігант             | 16-те |
| 2017  | 3 грудня 2016  | Озеро Луїза (Канада)       | Швидкісний спуск        | 16-те |
| 2018  | 26 січня 2018  | Ленцергайде (Швейцарія)    | Гірськолижна комбінація | 15-те |
| 2019  | 27 жовтня 2018 | Зельден (Австрія)          | Гігантський слалом      | 11-те |
| 2019  | 2 грудня 2018  | Озеро Луїза (Канада)       | Супергігант             | 5-те  |
| 2019  | 21 грудня 2018 | Куршевель (Франція)        | Гігантський слалом      | 20-те |
| 2019  | 20 січня 2019  | Кортіна-д'Ампеццо (Італія) | Супергігант             | 4-те  |
| 2021  | 12 грудня 2020 | Куршевель (Франція)        | Гігантський слалом      | 13-те |
| 2021  | 16 січня 2021  | Кранська Гора (Словенія)   | Гігантський слалом      | 16-те |
| 2021  | 17 січня 2021  | Кранська Гора (Словенія)   | Гігантський слалом      | 15-те |

## Результати на чемпіонатах світу
Усі результати наведено за даними Міжнародної федерації лижного спорту.
| Рік  | Вік | Слалом | Гігантський слалом | Супергігант | Швидкісний спуск | Гірськолижна комбінація |
| ---- | --- | ------ | ------------------ | ----------- | ---------------- | ----------------------- |
| 2015 | 18  | —      | —                  | 19          | НФ               | НФ1                     |
| 2017 | 20  | —      | НС2                | 33          | 32               | 11                      |
| 2019 | 22  | —      | —                  | 19          | —                | —                       |
| 2021 | 24  | —      | НФ1                | НФ          | —                | НФ2                     |

## Результати на Олімпійських іграх
Усі результати наведено за даними Міжнародної федерації лижного спорту.
| Рік  | Вік | Слалом | Гігантський слалом | Супергігант | Швидкісний спуск | Гірськолижна комбінація |
| ---- | --- | ------ | ------------------ | ----------- | ---------------- | ----------------------- |
| 2018 | 21  | —      | НФ2                | 23          | 21               | 6                       |